# Robert Venturi

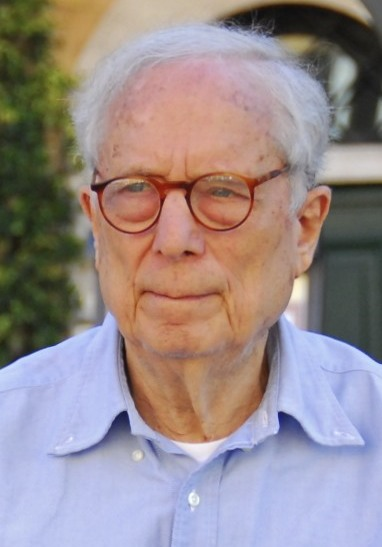
Robert Venturi (2008)

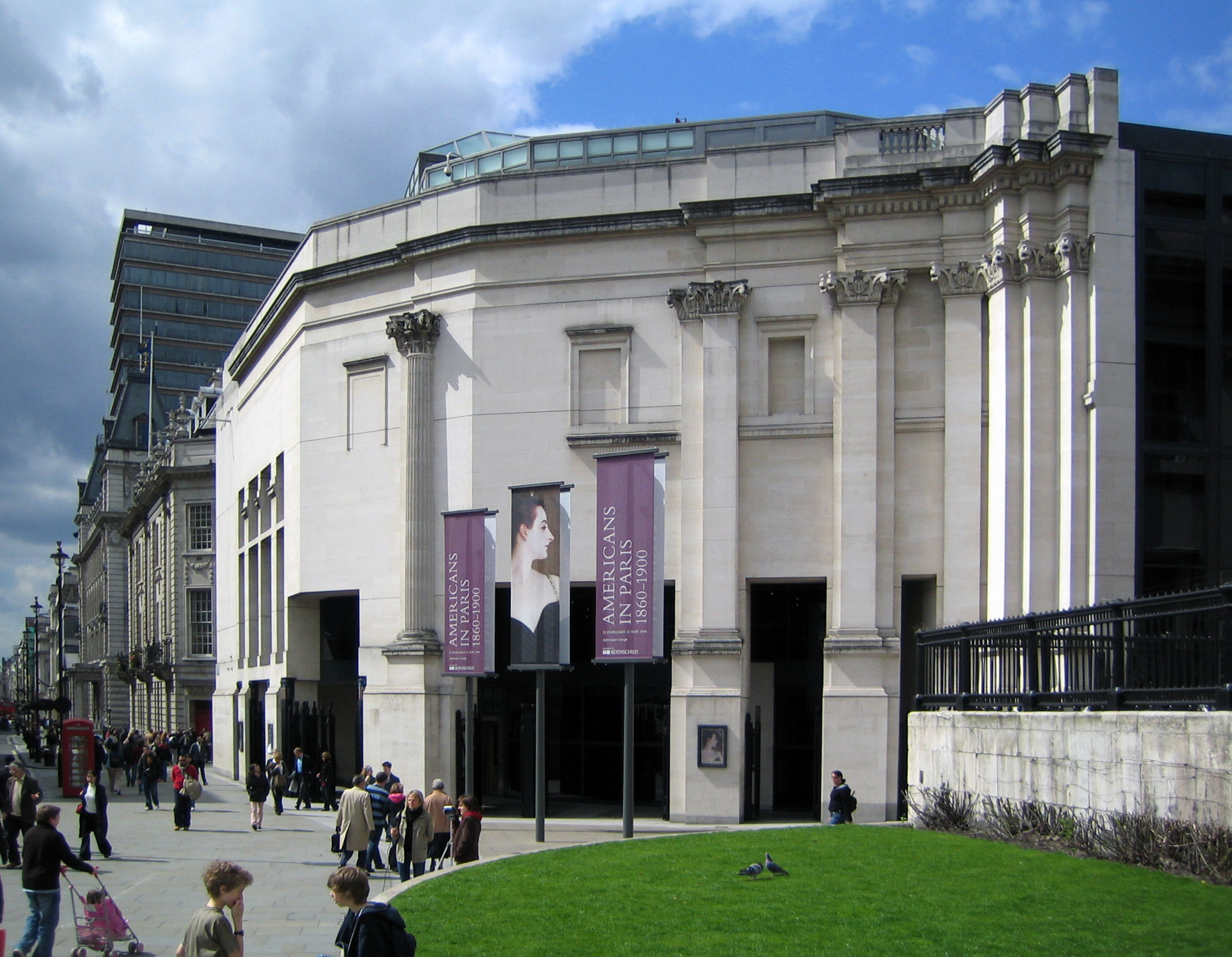
Der Sainsbury-Flügel der National Gallery, London, (1985–91)

Robert Venturi (* 25. Juni 1925 in Philadelphia; † 18. September 2018 ebenda) war ein US-amerikanischer Architekt und einer der führenden Theoretiker der postmodernen Architektur. Er gehört zusammen mit seiner Ehefrau Denise Scott Brown zu den einflussreichsten Architekten des 20. Jahrhunderts.

## Leben
Venturi wurde 1925 in Philadelphia geboren. Er stammte aus einem religiösen Elternhaus; seine Eltern gehörten zur Glaubensgemeinschaft der Quäker. Venturi besuchte zunächst die Episcopal Academy in Merion, Pennsylvania, und studierte ab 1944 an der Princeton University Architektur. Er schloss sein Studium 1947 in Princeton summa cum laude ab. Dort erwarb er 1950 zusätzlich den Grad Master of Fine Arts (MFA). 1951 arbeitete er einige Zeit für Eero Saarinen in Bloomfield Hills, Michigan, und darauf für Louis Kahn in Philadelphia. 1954 erhielt er ein Stipendium für Rom, die Rome Prize Fellowship der American Academy in Rome. Zwei Jahre studierte er in Rom und bereiste Europa. 1960 gründete Venturi sein eigenes Büro, das er ab 1964 gemeinsam mit John Rauch und ab 1969 mit seiner Ehefrau Denise Scott Brown weiterführte. Venturi lehrte an der Yale School of Architecture und an der Graduate School of Design der Harvard University.

## Wirken
Venturi gilt als bedeutender Vertreter der postmodernen Architektur, besonders auch als Theoretiker und Publizist. 1991 wurde er mit dem Pritzker-Preis ausgezeichnet, 1992 mit der National Medal of Arts und 2016 zusammen mit seiner Frau Denise Scott Brown mit der Goldmedaille des American Institute of Architects. Er war seit 1984 Mitglied der American Academy of Arts and Sciences, seit 1990 Mitglied der American Academy of Arts and Letters und seit 2006 der American Philosophical Society. Seit 1997 war er Ehrenmitglied des Bundes Deutscher Architekten BDA. 2011 wurde Robert Venturi in New York zum Mitglied (NA) der National Academy of Design gewählt.
Mit dem 1966 erschienenen Complexity and Contradiction in Architecture schrieb Venturi eines der grundlegenden Werke der postmodernen Architekturtheorie. Der renommierte US-Architekturkritiker Vincent Scully bezeichnete das in zwölf Sprachen übersetzte Buch „als die bedeutendste Schrift über das Bauen seit Le Corbusiers ‚Vers une Architecture‘ von 1923“. Venturis Text ist eine Abrechnung mit der Architektur der „orthodoxen Moderne“ und ein Plädoyer für eine neue Architektur, die die Komplexität moderner Gesellschaften abbildet. Die Widersprüche in Programm, Konstruktion, Materialität und Ausdruck sollten nicht verdeckt, sondern zugelassen und gestalterisch aktiviert werden. Gegen die im frühen 20. Jahrhundert bei Architekten, Designern und Künstlern verbreitete Wendung less is more setzte Venturi less is a bore.
In dem Bestseller Learning from Las Vegas verweist Venturi am Beispiel des Las Vegas Strips, der zentralen Hauptstraße von Las Vegas, auf die Alltagsbaukunst Amerikas und hebt diese ins Zentrum der Architekturdebatte. Nicht die Bauwerke der Moderne seien „funktional“, sondern gerade die trivialen und mitunter hässlichen Formen des Bauens, die den Großteil der Städte ausmachten und ihre reale Funktionalität tagtäglich in der Praxis unter Beweis stellten. Damit plädierte er für die Funktionalität des Populären und sprach sich gegen den unpopulären Funktionalismus aus.

## Publikationen
- Robert Venturi: Complexity and Contradiction in Architecture. The Museum of Modern Art, New York 1966, deutsch: Komplexität und Widerspruch in der Architektur. Bauwelt Fundamente Band 50, Vieweg & Sohn, Braunschweig 1978.
- Robert Venturi, Denise Scott Brown, Steven Izenour: Learning from Las Vegas. MIT Press, Cambridge 1972, deutsch: Lernen von Las Vegas: Zur Ikonographie und Architektursymbolik der Geschäftsstadt, Bauwelt Fundamente Band 53,  Vieweg & Sohn, Braunschweig 1979, ISBN 3-7643-6362-2.
- Robert Venturi, Denise Scott Brown: A View from the Campidoglio: Selected Essays, 1953-1984. Harper & Row, New York 1984.
- Robert Venturi: Iconography and Electronics. Upon a Generic Architecture. A View from the Drafting Room. MIT Press, Cambridge 1998.

## Wichtige Gebäude (Auswahl)

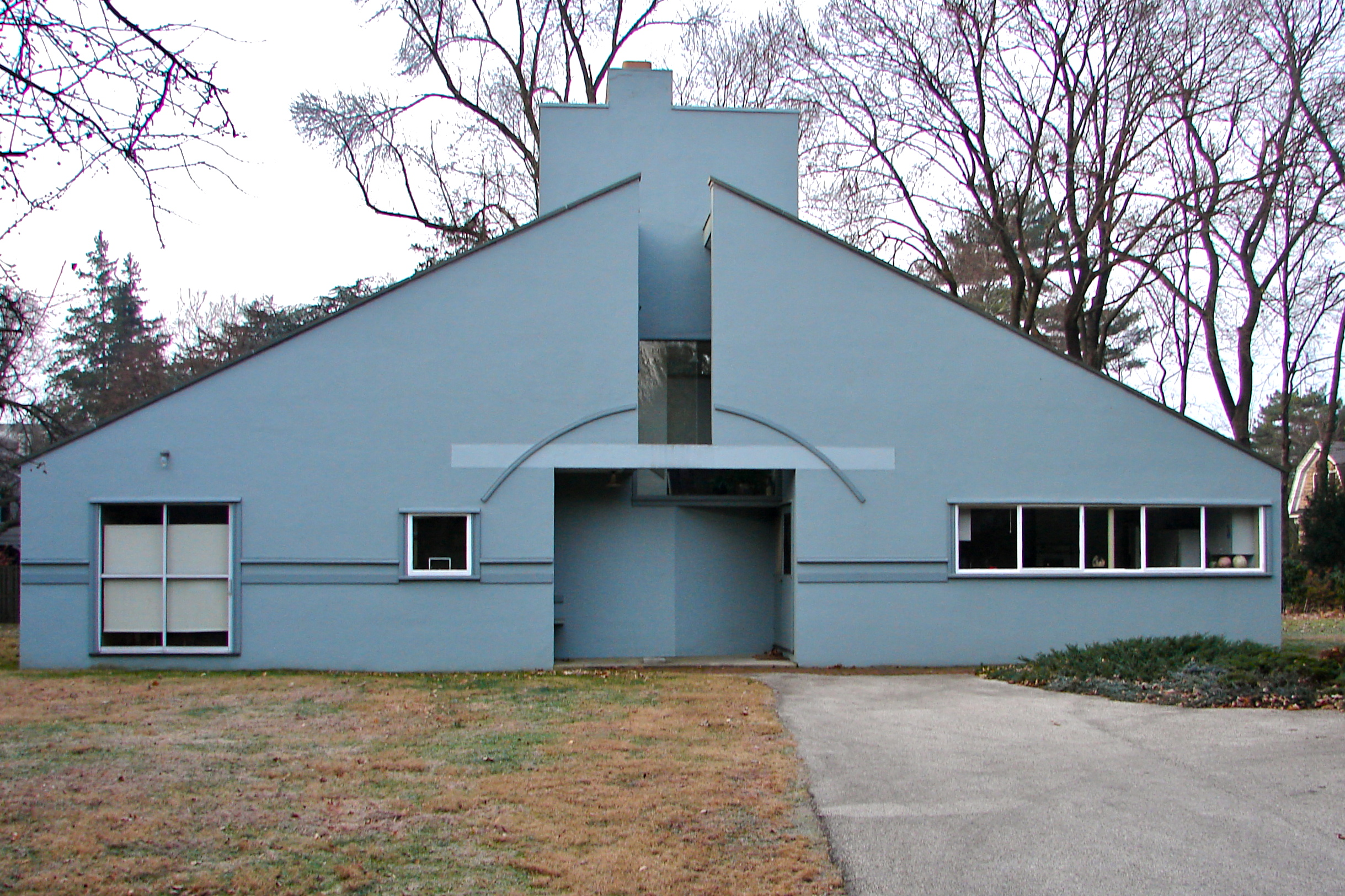
Vanna Venturi Haus, Chestnut Hill, Pennsylvania (1959–1964)

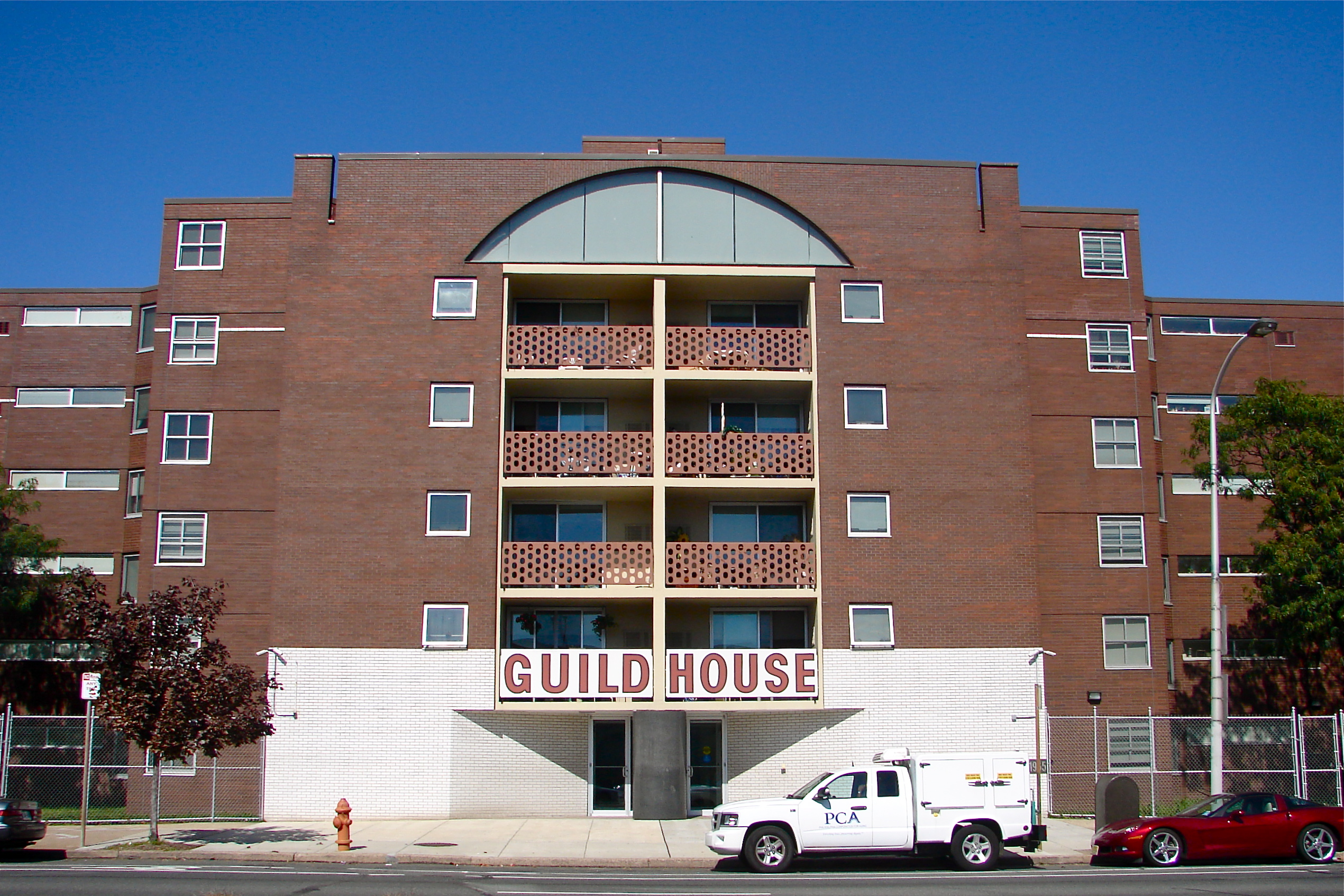
Altenwohnheim Guild House in Philadelphia, Pennsylvania (1960–1966)

- Das für seine Mutter Vanna Venturi erbaute Vanna Venturi House in Chestnut Hill, Pennsylvania (1959–1964)
- Das Altenwohnheim Guild House in Philadelphia, Pennsylvania (1960–1966)
- Nathaniel and Judith Lieb Beach House, Barnegat Light (1969, mit Denise Scott Brown)[8]
- Das Humanities Building der State University of New York (1973)
- Der Sainsbury-Flügel der National Gallery, London, Vereinigtes Königreich, (1985–1991)
- Coxe-Hayden House and Studio, Block Island, Rhode Island, USA, (1980)
- Seattle Art Museum, Seattle, Washington, USA, 1991.